# HD 122064
HD 122064，又名BD+62 1325，SAO 16230、HR 5256，是一颗恒星，视星等为6.37，位于銀經109.61，銀緯53.9，其B1900.0坐标为赤經13h 54m 25.6s，赤緯+61° 53.9′ 26″。